# OneWorld (tijdschrift)
OneWorld Magazine is een Nederlands online magazine met vier keer per jaar een papieren magazine. OneWorld is onderdeel van een internationaal netwerk, met als doel te informeren over mondiale samenwerking en duurzaamheidsvraagstukken. Het is het enige Nederlandse 'black owned'-opinieblad.
Als online magazine werd het opgericht aan het eind van de 20e eeuw. In 2011 ging het magazine onder deze naam verder als fusie tussen www.oneworld.nl, OnzeWereld en Internationale Samenwerking (IS). Hierna werd het magazine in gewijzigde vorm voortgezet.
Het magazine werd aanvankelijk uitsluitend gratis uitgegeven. Sinds de zomer van 2015 krijgt de lezer bij het lezen van een artikel na de inleiding de vraag of deze een abonnement wil aanschaffen. Ook als de lezer geen abonnement wil aanschaffen kan deze de rest van het artikel gratis lezen. OneWorld krijgt sinds 2017 geen subsidie.
Van 2011 tot 2020 verscheen er naast het online magazine ook een papieren versie. Uit financiële overwegingen werd de uitgave van de papieren versie eind 2020 stopgezet. Toen alle werknemers, inclusief hoofdredacteur Seada Nourhussen, werden ontslagen, nam Nourhussen het besluit de titel over te nemen en haalde John Olivieira erbij. Het papieren magazine verschijnt sindsdien weer vier keer par jaar en brengt 'journalistiek voor rechtvaardigheid'. Medio 2022 heeft One World een oplage van zevenduizend en jaarlijks twee miljoen lezers online.

## Uitgever
Tot 2018 was de Nationale Commissie voor Internationale Samenwerking en Duurzame Ontwikkeling (NCDO) uitgever van OneWorld. Deze organisatie werd gesubsidieerd door het ministerie van Buitenlandse Zaken. Van dezelfde uitgever verscheen het kindertijdschrift Samsam. Sinds de opheffing van het NCDO wordt Samsam uitgegeven door Sijthoff Media. OneWorld als 'Stichting OneWorld' als Social Enterprise verder gegaan.